# Tour de France 2013 – 3. etap
3. etap kolarskiego wyścigu Tour de France 2013 odbył się 1 lipca. Start etapu miał miejsce w miejscowości Ajaccio, zaś meta w Calvi. Etap liczył 145,5 kilometra.
Zwycięzcą etapu został Simon Gerrans. Drugie miejsce zajął Peter Sagan, a trzecie José Joaquín Rojas Gil.

## Premie
| Rodzaj | Rodzaj            | Miejscowość / Miejsce    | Kilometry (od startu) | Kilometry (do mety) |
| ------ | ----------------- | ------------------------ | --------------------- | ------------------- |
|        | Górska (IV kat.)  | Col de San Bastiano      | 12,0                  | 133,5               |
|        | Lotna             | Sagone                   | 28,5                  | 117,0               |
|        | Górska (III kat.) | Col de San Martino       | 58,0                  | 87,5                |
|        | Górska (III kat.) | Côte de Porto            | 75,0                  | 70,5                |
|        | Górska (II kat.)  | Col de Marsolino (443 m) | 132,0                 | 13,5                |

### Wyniki na premiach
| Górska – Col de San Bastiano | Górska – Col de San Bastiano | Górska – Col de San Bastiano | Górska – Col de San Bastiano | Górska – Col de San Bastiano |
| Msc.                         | Zawodnik                     | Zespół                       | Punkty                       |                              |
| ---------------------------- | ---------------------------- | ---------------------------- | ---------------------------- | ---------------------------- |
| 1.                           | Simon Clarke                 | OGE                          | 1                            |                              |

| Lotna – Sagone | Lotna – Sagone     | Lotna – Sagone | Lotna – Sagone | Lotna – Sagone |
| Msc.           | Zawodnik           | Zespół         | Punkty         |                |
| -------------- | ------------------ | -------------- | -------------- | -------------- |
| 1.             | Sébastien Minard   | A2R            | 20             |                |
| 2.             | Lieuwe Westra      | VCD            | 17             |                |
| 3.             | Cyril Gautier      | EUC            | 15             |                |
| 4.             | Alexis Vuillermoz  | SOJ            | 13             |                |
| 5.             | Simon Clarke       | OGE            | 11             |                |
| 6.             | Marcel Kittel      | ARG            | 10             |                |
| 7.             | André Greipel      | LTB            | 9              |                |
| 8.             | Mark Cavendish     | OPQ            | 8              |                |
| 9.             | Alexander Kristoff | KAT            | 7              |                |
| 10.            | Peter Sagan        | CAN            | 6              |                |
| 11.            | Kris Boeckmans     | VCD            | 5              |                |
| 12.            | Tom Veelers        | ARG            | 4              |                |
| 13.            | Fabio Sabatini     | CAN            | 3              |                |
| 14.            | Greg Henderson     | LTB            | 2              |                |
| 15.            | Maciej Bodnar      | CAN            | 1              |                |

| Górska – Col de San Martino | Górska – Col de San Martino | Górska – Col de San Martino | Górska – Col de San Martino | Górska – Col de San Martino |
| Msc.                        | Zawodnik                    | Zespół                      | Punkty                      |                             |
| --------------------------- | --------------------------- | --------------------------- | --------------------------- | --------------------------- |
| 1.                          | Simon Clarke                | OGE                         | 2                           |                             |
| 2.                          | Alexis Vuillermoz           | SOJ                         | 1                           |                             |

| Górska – Côte de Porto | Górska – Côte de Porto | Górska – Côte de Porto | Górska – Côte de Porto | Górska – Côte de Porto |
| Msc.                   | Zawodnik               | Zespół                 | Punkty                 |                        |
| ---------------------- | ---------------------- | ---------------------- | ---------------------- | ---------------------- |
| 1.                     | Simon Clarke           | OGE                    | 2                      |                        |
| 2.                     | Alexis Vuillermoz      | SOJ                    | 1                      |                        |

| Górska – Col de Marsolino (443 m) | Górska – Col de Marsolino (443 m) | Górska – Col de Marsolino (443 m) | Górska – Col de Marsolino (443 m) | Górska – Col de Marsolino (443 m) |
| Msc.                              | Zawodnik                          | Zespół                            | Punkty                            |                                   |
| --------------------------------- | --------------------------------- | --------------------------------- | --------------------------------- | --------------------------------- |
| 1.                                | Pierre Rolland                    | EUC                               | 5                                 |                                   |
| 2.                                | Mikel Nieve Iturralde             | EUS                               | 3                                 |                                   |
| 3.                                | Lars Petter Nordhaug              | BEL                               | 2                                 |                                   |
| 4.                                | Jurgen Van den Broeck             | LTB                               | 1                                 |                                   |

## Wyniki etapu
| Msc. | Zawodnik                     | Państwo           | Zespół                  | Czas       | Punkty |
| ---- | ---------------------------- | ----------------- | ----------------------- | ---------- | ------ |
| 1.   | Simon Gerrans                | Australia         | Orica GreenEdge         | 3h 41' 24" | 30     |
| 2.   | Peter Sagan                  | Słowacja          | Cannondale              | + 0"       | 25     |
| 3.   | José Joaquín Rojas Gil       | Hiszpania         | Movistar Team           | + 0"       | 22     |
| 4.   | Michał Kwiatkowski           | Polska            | Omega Pharma-Quick Step | + 0"       | 19     |
| 5.   | Philippe Gilbert             | Belgia            | BMC Racing Team         | + 0"       | 17     |
| 6.   | Juan Antonio Flecha Giannoni | Hiszpania         | Vacansoleil-DCM         | + 0"       | 15     |
| 7.   | Francesco Gavazzi            | Włochy            | Astana Pro Team         | + 0"       | 13     |
| 8.   | Maxime Bouet                 | Francja           | Ag2r-La Mondiale        | + 0"       | 11     |
| 9.   | Julien Simon                 | Francja           | Sojasun                 | + 0"       | 9      |
| 10.  | Gorka Izagirre Intxausti     | Hiszpania         | Euskaltel-Euskadi       | + 0"       | 7      |
| 11.  | Edvald Boasson Hagen         | Norwegia          | Sky Procycling          | + 0"       | 6      |
| 12.  | Romain Bardet                | Francja           | Ag2r-La Mondiale        | + 0"       | 5      |
| 13.  | Cadel Evans                  | Australia         | BMC Racing Team         | + 0"       | 4      |
| 14.  | Sergey Lagutin               | Uzbekistan        | Vacansoleil-DCM         | + 0"       | 3      |
| 15.  | Elia Favilli                 | Włochy            | Lampre-Merida           | + 0"       | 2      |
| 16.  | Manuele Mori                 | Włochy            | Lampre-Merida           | + 0"       | —      |
| 17.  | Simon Geschke                | Niemcy            | Team Argos-Shimano      | + 0"       | —      |
| 18.  | Davide Malacarne             | Włochy            | Team Europcar           | + 0"       | —      |
| 19.  | Jan Bakelants                | Belgia            | RadioShack-Leopard      | + 0"       | —      |
| 20.  | Peter Velits                 | Słowacja          | Omega Pharma-Quick Step | + 0"       | —      |
| 21.  | Eduard Worganow              | Rosja             | Katusha Team            | + 0"       | —      |
| 22.  | Daryl Impey                  | Południowa Afryka | Orica GreenEdge         | + 0"       | —      |
| 23.  | Nicolas Roche                | Irlandia          | Team Saxo-Tinkoff       | + 0"       | —      |
| 24.  | Steve Morabito               | Szwajcaria        | BMC Racing Team         | + 0"       | —      |
| 25.  | Jurgen Van den Broeck        | Belgia            | Lotto-Belisol           | + 0"       | —      |
| 26.  | Sylvain Chavanel             | Francja           | Omega Pharma-Quick Step | + 0"       | —      |
| 27.  | Tejay van Garderen           | Stany Zjednoczone | BMC Racing Team         | + 0"       | —      |
| 28.  | Christopher Froome           | Wielka Brytania   | Sky Procycling          | + 0"       | —      |
| 29.  | David Millar                 | Wielka Brytania   | Garmin-Sharp            | + 0"       | —      |
| 30.  | Damiano Cunego               | Włochy            | Lampre-Merida           | + 0"       | —      |

## Klasyfikacje po etapie

### Klasyfikacja generalna
| Msc. | Zawodnik               | Państwo           | Zespół                  | Czas        |
| ---- | ---------------------- | ----------------- | ----------------------- | ----------- |
|      | Jan Bakelants          | Belgia            | RadioShack-Leopard      | 12h 21' 27" |
| 2.   | Julien Simon           | Francja           | Sojasun                 | + 1"        |
| 3.   | Simon Gerrans          | Australia         | Orica GreenEdge         | + 1"        |
| 4.   | Michał Kwiatkowski     | Polska            | Omega Pharma-Quick Step | + 1"        |
| 5.   | Edvald Boasson Hagen   | Norwegia          | Sky Procycling          | + 1"        |
| 6.   | Daryl Impey            | Południowa Afryka | Orica GreenEdge         | + 1"        |
| 7.   | David Millar           | Wielka Brytania   | Garmin-Sharp            | + 1"        |
| 8.   | Sergey Lagutin         | Uzbekistan        | Vacansoleil-DCM         | + 1"        |
| 9.   | Cadel Evans            | Australia         | BMC Racing Team         | + 1"        |
| 10.  | Romain Bardet          | Francja           | Ag2r-La Mondiale        | + 1"        |
| 11.  | Nicolas Roche          | Irlandia          | Team Saxo-Tinkoff       | + 1"        |
| 12.  | Jurgen Van den Broeck  | Belgia            | Lotto-Belisol           | + 1"        |
| 13.  | Sylvain Chavanel       | Francja           | Omega Pharma-Quick Step | + 1"        |
| 14.  | Jean-Christophe Péraud | Francja           | Ag2r-La Mondiale        | + 1"        |
| 15.  | Christopher Froome     | Wielka Brytania   | Sky Procycling          | + 1"        |
| 16.  | Damiano Cunego         | Włochy            | Lampre-Merida           | + 1"        |
| 17.  | Eduard Worganow        | Rosja             | Katusha Team            | + 1"        |
| 18.  | Roman Kreuziger        | Czechy            | Team Saxo-Tinkoff       | + 1"        |
| 19.  | Alejandro Valverde     | Hiszpania         | Movistar Team           | + 1"        |
| 20.  | Jakob Fuglsang         | Dania             | Astana Pro Team         | + 1"        |

### Klasyfikacja punktowa
| Msc. | Zawodnik                     | Państwo         | Zespół                  | Punkty |
| ---- | ---------------------------- | --------------- | ----------------------- | ------ |
|      | Peter Sagan                  | Słowacja        | Cannondale              | 74     |
| 2.   | Marcel Kittel                | Niemcy          | Team Argos-Shimano      | 57     |
| 3.   | Alexander Kristoff           | Norwegia        | Katusha Team            | 48     |
| 4.   | Michał Kwiatkowski           | Polska          | Omega Pharma-Quick Step | 41     |
| 5.   | Lars Boom                    | Holandia        | Belkin Pro Cycling      | 40     |
| 6.   | Danny van Poppel             | Holandia        | Vacansoleil-DCM         | 39     |
| 7.   | José Joaquín Rojas Gil       | Hiszpania       | Movistar Team           | 36     |
| 8.   | Simon Gerrans                | Australia       | Orica GreenEdge         | 32     |
| 9.   | Juan Antonio Flecha Giannoni | Hiszpania       | Vacansoleil-DCM         | 32     |
| 10.  | Jan Bakelants                | Belgia          | RadioShack-Leopard      | 30     |
| 11.  | Julien Simon                 | Francja         | Sojasun                 | 30     |
| 12.  | David Millar                 | Wielka Brytania | Garmin-Sharp            | 30     |
| 13.  | André Greipel                | Niemcy          | Lotto-Belisol           | 30     |
| 14.  | Francesco Gavazzi            | Włochy          | Astana Pro Team         | 26     |
| 15.  | Mark Cavendish               | Wielka Brytania | Omega Pharma-Quick Step | 25     |

### Klasyfikacja górska
| Msc. | Zawodnik              | Państwo         | Zespół             | Punkty |
| ---- | --------------------- | --------------- | ------------------ | ------ |
|      | Pierre Rolland        | Francja         | Team Europcar      | 10     |
| 2.   | Simon Clarke          | Australia       | Orica GreenEdge    | 5      |
| 3.   | Blel Kadri            | Francja         | Ag2r-La Mondiale   | 5      |
| 4.   | Mikel Nieve Iturralde | Hiszpania       | Euskaltel-Euskadi  | 3      |
| 5.   | Cyril Gautier         | Francja         | Team Europcar      | 2      |
| 6.   | Lars Boom             | Holandia        | Belkin Pro Cycling | 2      |
| 7.   | Lars Petter Nordhaug  | Norwegia        | Belkin Pro Cycling | 2      |
| 8.   | Brice Feillu          | Francja         | Sojasun            | 2      |
| 9.   | Alexis Vuillermoz     | Francja         | Sojasun            | 2      |
| 10.  | Juan José Lobato      | Hiszpania       | Euskaltel-Euskadi  | 1      |
| 11.  | Jurgen Van den Broeck | Belgia          | Lotto-Belisol      | 1      |
| 12.  | Christopher Froome    | Wielka Brytania | Sky Procycling     | 1      |
| 13.  | Wasil Kiryjenka       | Białoruś        | Sky Procycling     | 1      |
| 14.  | David Veilleux        | Kanada          | Team Europcar      | 1      |
| 15.  | Rubén Pérez Moreno    | Hiszpania       | Euskaltel-Euskadi  | 1      |

### Klasyfikacja młodzieżowa
| Msc. | Zawodnik               | Państwo           | Zespół                     | Czas        |
| ---- | ---------------------- | ----------------- | -------------------------- | ----------- |
|      | Michał Kwiatkowski     | Polska            | Omega Pharma-Quick Step    | 12h 21' 28" |
| 2.   | Romain Bardet          | Francja           | Ag2r-La Mondiale           | + 0"        |
| 3.   | Peter Sagan            | Słowacja          | Cannondale                 | + 0"        |
| 4.   | Nairo Quintana         | Kolumbia          | Movistar Team              | + 0"        |
| 5.   | Tejay van Garderen     | Stany Zjednoczone | BMC Racing Team            | + 0"        |
| 6.   | Elia Favilli           | Włochy            | Lampre-Merida              | + 0"        |
| 7.   | Thibaut Pinot          | Francja           | FDJ.fr                     | + 0"        |
| 8.   | Andrew Talansky        | Stany Zjednoczone | Garmin-Sharp               | + 0"        |
| 9.   | Alexandre Geniez       | Francja           | FDJ.fr                     | + 0"        |
| 10.  | Alexis Vuillermoz      | Francja           | Sojasun                    | + 2' 29"    |
| 11.  | Jon Izaguirre Insausti | Hiszpania         | Euskaltel-Euskadi          | + 3' 40"    |
| 12.  | Rudy Molard            | Francja           | Cofidis, Solutions Crédits | + 3' 40"    |
| 13.  | Anthony Delaplace      | Francja           | Sojasun                    | + 3' 40"    |
| 14.  | Tony Gallopin          | Francja           | RadioShack-Leopard         | + 5' 02"    |
| 15.  | Arthur Vichot          | Francja           | FDJ.fr                     | + 9' 15"    |

### Klasyfikacja drużynowa
| Msc. | Zespół             | Państwo           | Czas        |
| ---- | ------------------ | ----------------- | ----------- |
|      | RadioShack-Leopard | Luksemburg        | 37h 04' 23" |
| 2.   | BMC Racing Team    | Stany Zjednoczone | + 1"        |
| 3.   | Vacansoleil-DCM    | Holandia          | + 1"        |
| 4.   | Lampre-Merida      | Włochy            | + 1"        |
| 5.   | Orica GreenEdge    | Australia         | + 1"        |
| 6.   | Ag2r-La Mondiale   | Francja           | + 1"        |
| 7.   | Team Europcar      | Francja           | + 1"        |
| 8.   | Team Saxo-Tinkoff  | Dania             | + 1"        |
| 9.   | Movistar Team      | Hiszpania         | + 1"        |
| 10.  | Astana Pro Team    | Kazachstan        | + 1"        |